# Jan Holenda
Jan Holenda est un footballeur tchèque né le 22 août 1985 à Prague. Il évolue au poste d'attaquant.
Il possède 14 sélections et 1 but avec l'équipe de Tchéquie espoirs.

## Biographie
Joueur évoluant en République tchèque, il est transféré en janvier 2010 au club russe d'Anji Makhachkala.

## Carrière
- 2004-2005 : Petra Drnovice  République tchèque
- 2005-2007 : FC Slovan Liberec  République tchèque
- 2006-2007 : České Budějovice  République tchèque
- 2007-2010 : Sparta Prague  République tchèque
- fév. 2010-2012 : Anji Makhachkala  Russie
- 2012-2014 : FK Rostov  Russie
  - 2013-2014 : Tom Tomsk  Russie (prêt)
- 2014-déc. 2016 : Viktoria Plzeň  République tchèque
  - sep. 2016-déc. 2016 : Bohemians 1905  République tchèque (prêt)
- depuis jan. 2017 : Dukla Prague  République tchèque

## Palmarès
- Champion de République tchèque en 2015 et 2016